# Silene pseudofortunei
Silene pseudofortunei là loài thực vật có hoa thuộc họ Cẩm chướng. Loài này được Y.W. Cui & C.L. Tang miêu tả khoa học đầu tiên năm 1980.